# Oravská Poruba
Oravská Poruba (in ungherese Poruba) è un comune della Slovacchia facente parte del distretto di Dolný Kubín, nella regione di Žilina.
Il 24 aprile 1848 i patrioti slovacchi dell'Orava si riunirono nella frazione di Gäceľ, l'odierna Geceľ, per elaborare le Petizioni di Gäceľ.